# Eths
Eths - французький Nu-Metal / Metalcore гурт з Марселю.

## Історія

### Створення гурту
В 1996 Стеф і Грег створюють гурт під назвою What’s The Fuck?. Протягом року вони шукають вокаліста і в 1997 відкривають для себе Кандіс, одночасно змінюється назва гурту на Melting Point. Під цією назвою вони грають протягом 2 років. Проте гурт не мав постійного ударника, і в 1999 до них доходить звістка, що групу Shockwave покидає барабанщик Ґійом. Під впливом друзів з групи Coriace Ґійом приєднується до Кандіс, Грега і Стефа. Гурт дає свій перший концерт на місцевому музичному фестивалі. Після цього концерту під впливом Coriace вони знову перейменовуються на HETS, але ознайомившись з значенням цього слова на англійській, вирішують трохи змінити назву, так з'являється Eths.

### Перші успіхи
В тому ж 1999 Eths випускає свій перший демо-запис. Спочатку критики охарактеризували їхній стиль як Hop-Core. Фанати, як і самі музиканти, негативно відреагували на цю заяву. У відповідь гурт записує наступне демо Autopsie (2000), яке містить 7 треків з агресивнішим вокалом, дуже важким звуком і безліччю ефектів.
У вересні 2002 гурт приступає до запису свого наступного EP з 6 треків, яке отримало назву Samantha. В початковому варіанті пісня Spasme повинна була увійти в це CD, але під тиском свого менеджера її вирішили замінити на Encore (Version II). Samantha вийшов ще важчим, ніж Autopsie, що не могло не сподобатися фанатам. Група відправляється в тур по Європі.
У 2004 гурт записує повноцінний альбом Soma, який включив в себе 12 треків і 1 бонусний. Після виходу Soma вони з успіхом виступають на Rocksound і відправляються в тур по Франції спільно з такими групами як Lofofora і Babylon Pression.

### Tératologie
27 червня 2006 Eths пишуть офіційну заяву на своєму сайті про вихід з гурту Ґійома і Росвела "через різні погляди". В цей час гурт працює над альбомом Tératologie, який виходить навесні 2007 у Франції і в квітні 2008 у інших куточках світу. Альбом містить 15 пісень. 

У 2008 Кандіс взяла участь в записі пісні та кліпу La Sphère гурту Kells.

### Сьогодення
9 січня 2010 учасники оголосили про підготовку запису наступного альбому, вихід якого очікується восени 2011.
Новий альбом III вийшов 6 квітня 2012 року.

## Склад

### Поточний склад
- Рашель Асп (Rachel Aspe) — вокал (з 2012)
- Стефан "Стеф" Біль (Stephane "Staif" Bihl) — гітара, вокал (з 1999);
- Грегорі "Грег" Рув'єр (Gregory "Greg" Rouviere) — гітара (з 1999);
- Жофрей "Шоб" Но (Geoffrey "Shob" Neau) - бас-гітара (з 2007);
- Морган Берте (Morgan Berthet) — ударні (з 2008).

### Колишні учасники
- Кандіс Клот (Candice Clot) — вокал (з 1999-2012);
- Ґійом Дюпре (Guillaume Dupré) - ударні (1999—2006);
- Марк "Росвел" Буржофи (Marc "Roswell" Burghoffer) - бас-гітара (1999—2006);
- Матьє «Мет» Ле Шевальє (Matthieu "Mat" LeChevalier) — концертний ударник (2007-2008).

## Дискографія
- Eths (demo) (1999)
- Autopsie (EP) (2000)
- Samantha (EP) (2002)
- Sôma (2004)
- Samantha (2004)
- Tératologie (2007)
- III (2012)

## Кліпи
- Samantha (2002)
- Crucifère (2004)
- Bulimiarexia (2008)
- NaOCl (2008)
- Adonaï (2012)